# Wilhelm Jollasse
Wilhelm Jollasse (* 10. Juni 1856 in Hamburg; † 24. Januar 1921 ebenda, vollständiger Name: Johannes Georg Wilhelm Jollasse, sehr häufig auch falsch geschrieben: Wilhelm Jolasse) war ein deutscher Architekt, der ab 1884 selbständig in Gemeinschaft mit dem Architekten Johann Gottlieb Rambatz (Büro „Rambatz und Jollasse“) in Hamburg tätig war.

## Leben
Wilhelm Jollasse wurde geboren als zweiter Sohn des Architekten Jean David Jollasse (* 12. April 1810; † 1. April 1876) und seiner Frau Ida geb. Schultz. Die Familie hatte insgesamt 13 Kinder.
Wilhelm Jollasse besuchte die Kreisgewerbeschule in Würzburg und schloss diese mit dem Reifezeugnis ab. Nach einem Studium an der Königlich Bayerischen Industrieschule Nürnberg diente er als Einjährig-Freiwilliger in einem Infanterie-Regiment in Würzburg. Anschließend studierte er acht Semester lang an der Technischen Hochschule München, sein Examen bestand er „mit Auszeichnung“.
Zu Anfang seiner Berufstätigkeit arbeitete Wilhelm Jollasse als Fachlehrer an der Baugewerkschule in Buxtehude und in einem Architekturbüro in Hamburg.

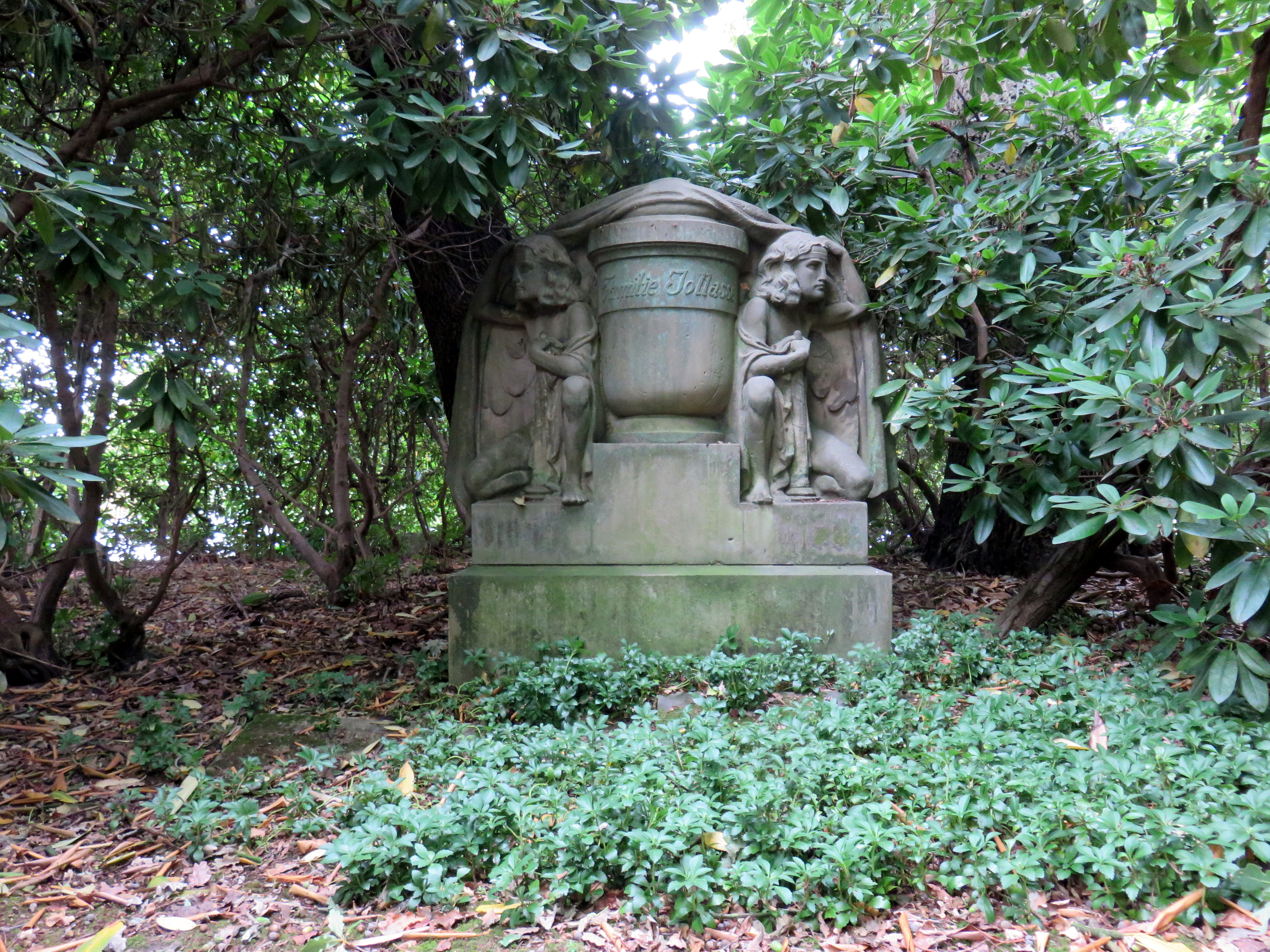
Familiengrab Jollasse auf dem Friedhof Ohlsdorf

1887 heiratete er Camilla Biernatzki, beide hatten mehrere Kinder, darunter der spätere General Johannes Erwin Jollasse.
Im Alter von 28 Jahren (1884) gründete Jollasse mit dem Architekten Johann Gottlieb Rambatz ein gemeinsames Architekturbüro in Hamburg („Rambatz und Jollasse“), das für rund dreißig Jahre zu den renommiertesten seiner Art in Hamburg zählte.
1906 war Jollasse an der Gründung der Ortsgruppe Hamburg des Bundes Deutscher Architekten (BDA) beteiligt.
Wilhelm Jollasse wurde auf dem Familiengrab Jollasse auf dem Ohlsdorfer Friedhof beigesetzt (Planquadrat M 6, etwa gegenüber dem Friedhofsmuseum), das Grabmonument wurde vom deutschen Bildhauer Arthur Bock geschaffen.
Der Jollassestieg in Hamburg-Winterhude wurde nach dem Architekten benannt.

## Bauten

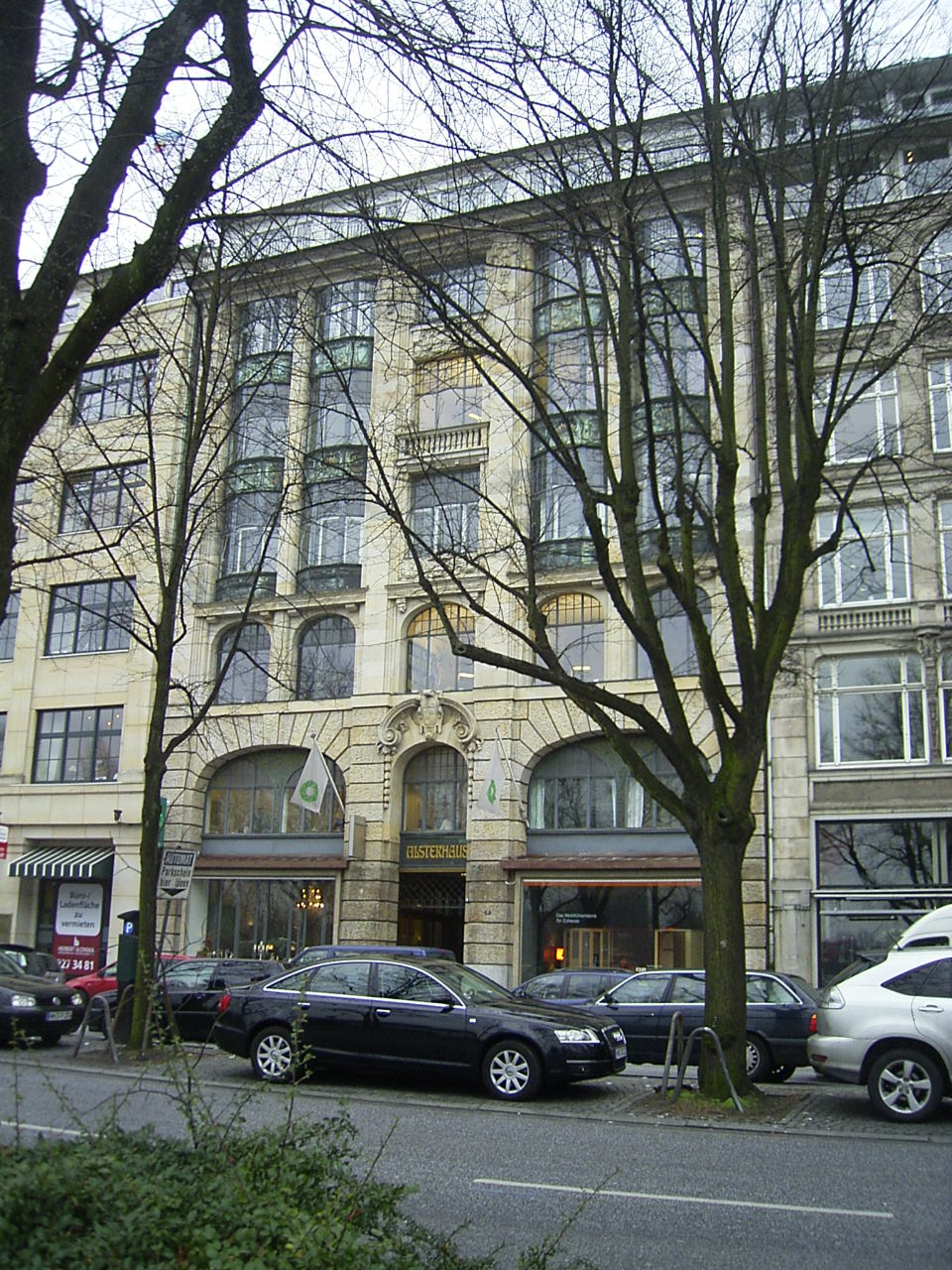
„Alsterhaus“ am Ballindamm 13 in Hamburg-Altstadt.

(unvollständig, alle in Gemeinschaft mit Rambatz)
- 1886: Badehaus in Döse (heute gen. „historisches Badehaus“)
- 1888–1889: Wohn- und Geschäftshaus mit Apotheke in Hamburg-Hohenfelde, Güntherstraße 1
- 1896: Wohn- und Geschäftshaus für die Firma Joh. Mich. Fett & Co. in Hamburg, Schanzenstraße 56–62 (unter Denkmalschutz)
- 1899–1900: Kontorhaus „Alsterblick“ in Hamburg, Ballindamm 1 / Glockengießerwall
- 1900: Büro- und Geschäftshaus in Hamburg, Ballindamm 14/15
- 1902–1903: Büro- und Geschäftshaus „Alsterhaus“ in Hamburg, Ballindamm 13 und Ferdinandstraße 32 (Fassade Ferdinandstraße von Albert Erbe)
- 1904: Beteiligung an den Entwürfen für das Kinotheater „Schauburg“ in Hamburg-Sankt Pauli (zerstört)
- 1905: Büro- und Geschäftshaus in Hamburg, Ballindamm 4/5 / Brandsende
- 1906–1907: Büro- und Geschäftshaus „Hermannshaus“ in Hamburg, Bergstraße 16 / Hermannstraße (1923–1924 umgebaut durch Zerbe und Harder)
- 1907–1908: Büro- und Geschäftshaus „Wallhof“ in Hamburg, Glockengießerwall 2 (mit den Architekten Frejtag und Wurzbach)
- 1908: Verwaltungsgebäude für die Deutsch-Amerikanische Petroleum-Gesellschaft mbH (DAPG) in Hamburg, Neuer Jungfernstieg 21 / Esplanade (1936/1937 durch Neubau ersetzt)
- 1908: Landhaus für den Reeder George Henry Lütgens in Großhansdorf bei Hamburg (heute Sitz des Institutes für Forstgenetik, im „Landhauspark Tannenhöft“)
- 1908–1910: Büro- und Geschäftshaus „Bieberhaus“ in Hamburg-St. Georg, Hachmannplatz 2 / Kirchenallee
- 1910–1912: Büro- und Geschäftshaus „Versmannhaus“ in Hamburg, Mönckebergstraße 29/31 / Knochenhauertwiete (im Dachbereich verändert)
- 1912: U-Bahn-Station Wagnerstraße (heute: Hamburger Straße) in Hamburg-Barmbek-Süd, Hamburger Straße (verändert)
- 1912–1913: Büro- und Geschäftshaus „Esplanadebau“ in Hamburg, Esplanade 6
- 1914: „Alsterpavillon“ (5. Bau) in Hamburg, Jungfernstieg (nicht erhalten)
- vor 1915: Wohnhaus in Hamburg-Eppendorf, Heilwigstraße 118 / Kellinghusenstraße

sowie (undatiert):
„St.-Nicolai-Haus“, Kirchen in Hamburg-Hammerbrook und Lübeck

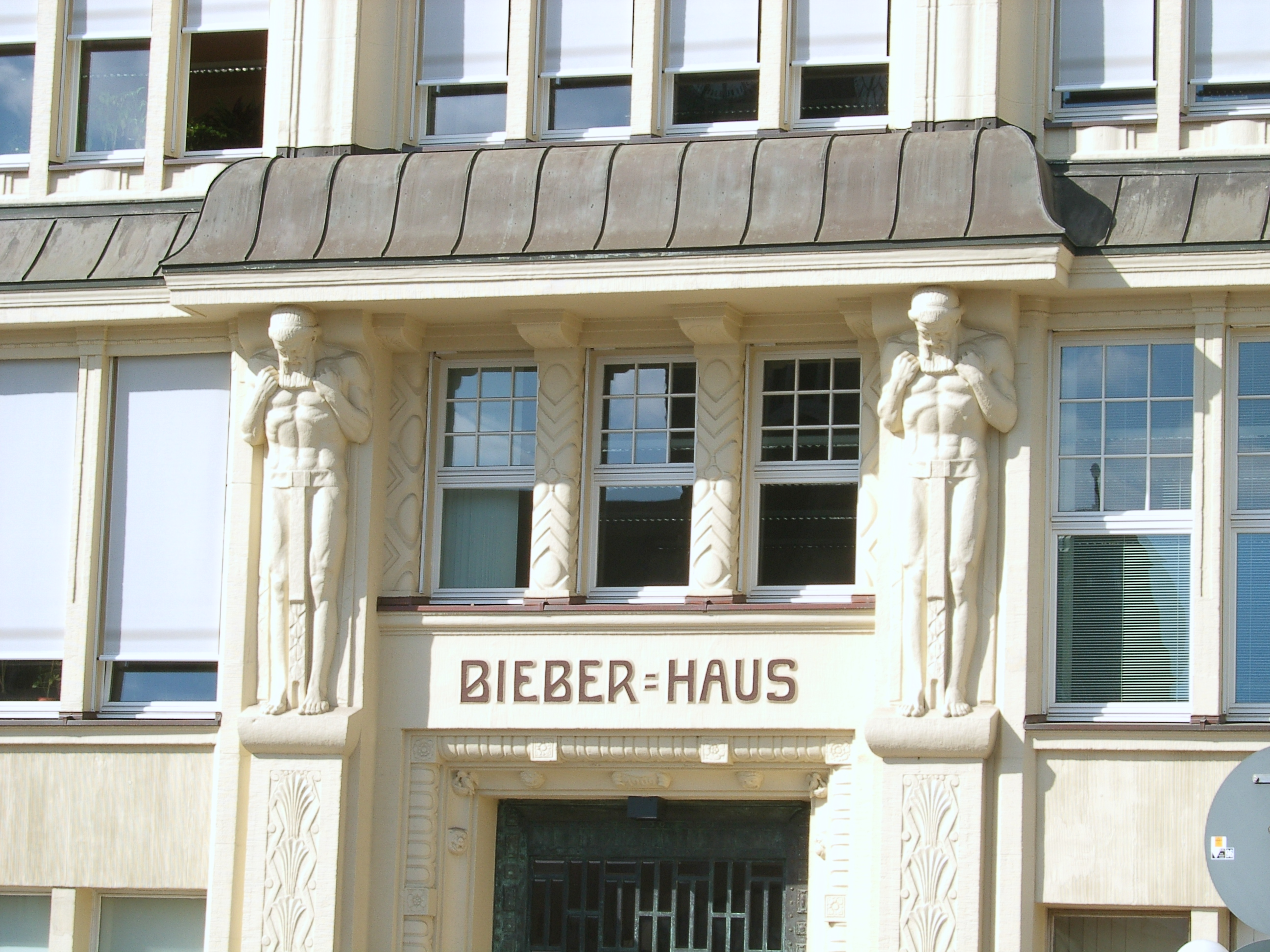
Das „Bieberhaus“ in Hamburg-St. Georg